# До Месеца и назад
До Месеца и назад (енгл. Over the Moon) је америчко-кинески рачунарски-анимирани мјузикл-породични-фантастични филм из 2020. године, чији је редитељ Глен Киен и коредитељ Џон Карс, из сценарија Одри Велс са додатним сценаријским материјалом Алис Ву и Џенифер Макдевит. Филм су створиле издавачке куће Pearl Studio и Netflix Animation и анимацију кућа Sony Pictures Imageworks. Гласове позајмљују Кети Анг, Филипа Су, Кен Џеонг, Џон Чо, Рути Ен Мајлс, Маргарет Чо и Сандра Оу. Представља први међунардони филм чији је редитељ Кин, који је радио као аниматор за студио Walt Disney Animation Studios; и други филм чији је издавач Pearl Studio, након филма Јети: Снежни човек студија DreamWorks из 2019. Представља први филм куће Pearl Studio који није издао DreamWorks Animation.
Прво је приказан 17. октобра 2020. на фестивалу Montclair Film Festival, након чега је 23. октобра приказан на стриминг услузи Netflix и одабраним биоскопима. Филм је добио генерално позитиван пријем и зарадио 860.000 америчких долара.

## Радња
Мотивисана сећањима на мајку, сналажљива Феј Феј направи ракету за пут на Месец како би доказала да легендарна месечева богиња заиста постоји.

## Улоге
| Глумац         | Улога       |
| -------------- | ----------- |
| Кети Анг       | Феј Феј     |
| Роберт Г. Чију | Чин         |
| Филипа Су      | Чанга       |
| Кен Џеонг      | Гоби        |
| Џон Чо         | Ба Ба       |
| Рути Ен Мајлс  | Ма Ма       |
| Сандра Оу      | гђица. Зонг |
| Маргарет Чо    | ујна Линг   |
| Кимико Глен    | ујна Меј    |